# Elgin-márványok

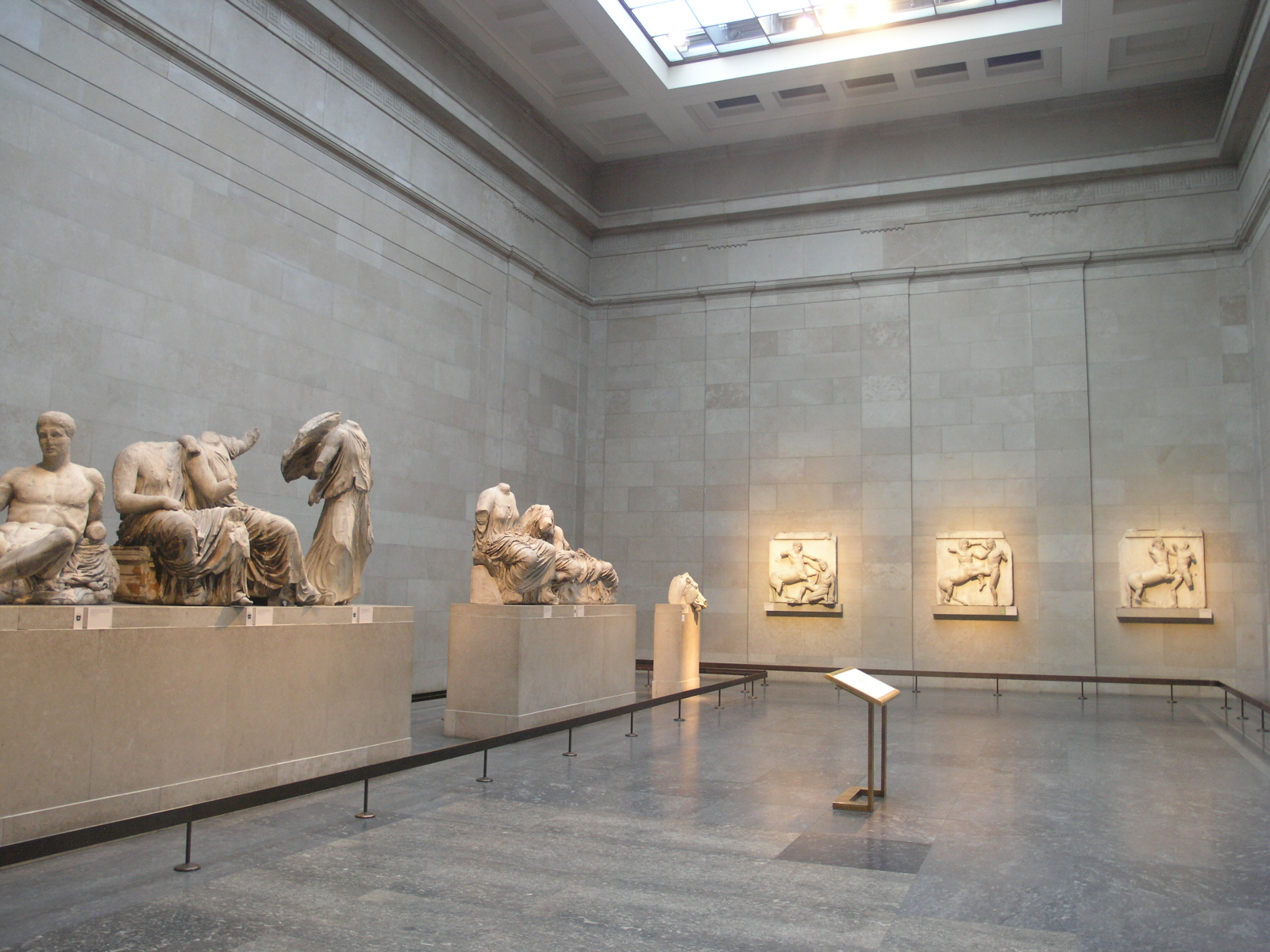
Az Elgin-márványok egy része a British Museumban

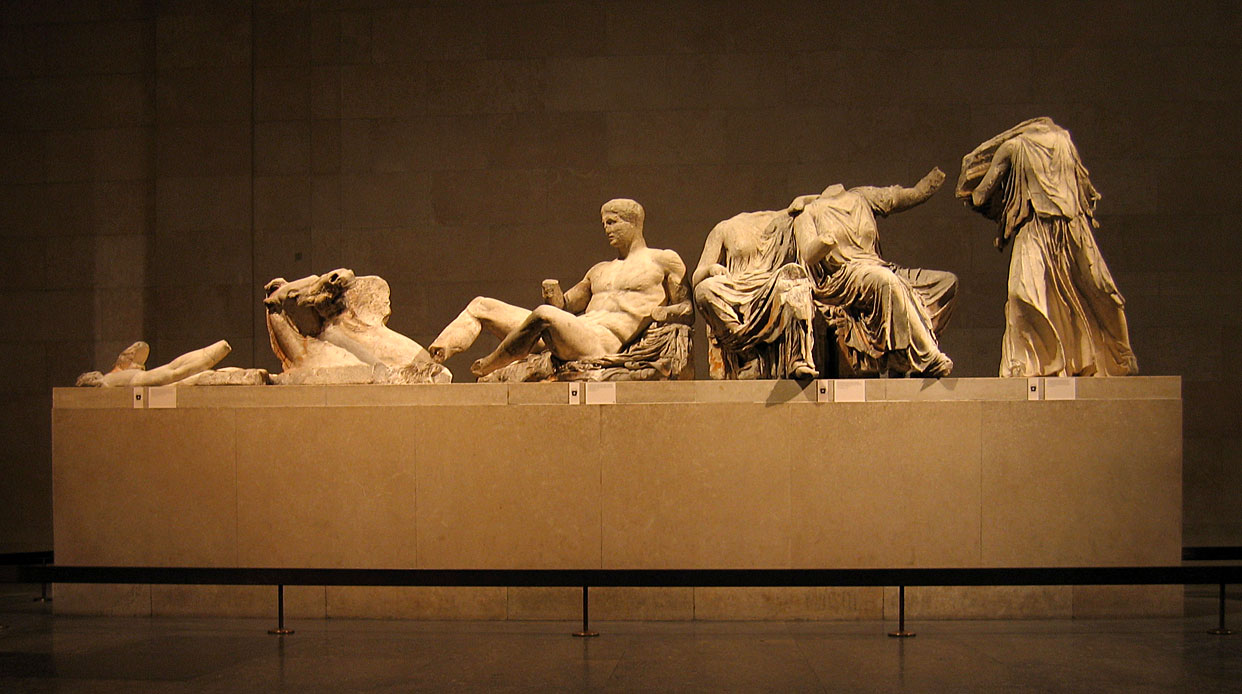
Az Elgin-márványok egy darabja: szoborcsoport a Parthenon keleti homlokzatáról

Az Elgin-márványok az athéni Akropolisz épületeinek azon márványból készült szobrai és domborművei, amelyeket 1801-1812 között Lord Elgin vásárolt meg a Görögországban akkor uralkodó törököktől és szállított Londonba. 1816-ban a brit kormány vásárolta meg ezeket és ajándékozta a British Museumnak, amelynek napjainkban is büszkeségei. A legértékesebb márványok a Parthenónról, az Erekhtheionról, az Athéna Niké-templomról, a Propülaiaról származnak. Továbbra is vita kérdése a műkincsek felvásárlásának és elszállításának jogossága. Görögország a visszaszolgáltatásukért küzd. 

## Története
A márványszobrokat Pheidiasz építész és szobrász felügyelete alatt készítették. Eredetileg a Parthenón templomának és az athéni Akropolisz épületeinek részét képezték. 1801 és 1812 között Thomas Bruce, Elgin hetedik grófjának ügynökei eltávolították a Parthenon fennmaradt szobrainak nagyjából felét, valamit a Propülaia és az Erekhtheion szobrait.  
A műkincseket tengeren szállították Nagy-Britanniába. Később Lord Elgin azt állította, hogy 1801-ben hivatalos rendeletet kapott az Oszmán Birodalom központi kormányától, ami akkoriban Görögország uralkodója volt. Erre vonatkozó fermánt nem találtak az oszmán levéltárban, annak ellenére, hogy arról az időszakról gazdag anyagokkal rendelkeznek, ezért ezen állítást vitatják.
Az Akropolisz múzeuma jelöli a fríz hiányzó elemeit, helyet hagyva nekik, ha visszajutnak Athénba. 
Nagy-Britanniában volt, aki támogatta a gyűjtemény megszerzését, ellenben a költő Lord Byron a tettet vandalizmushoz, vagy fosztogatáshoz hasonlította. A parlamentben folytatott nyilvános vita után Lord Elgint felmentették, a műkincseket a brit kormány vásárolta meg. Később a British Múzeumhoz kerültek.
Az oszmán birodalomtól való függetlenedés után az újonnan alapított görög állam projektek sorozatát indította el műemlékeinek helyreállítása és eltulajdonított műkincseinek visszaszerzése érdekében.
A nyolcvanas években Melína Merkúri görög kulturális miniszter fokozta a márványszobrok Görögországba való visszaküldésére irányuló erőfeszítéseket, hogy újra összeálljon a teljes fríz. Számos szervezet kampányol ugyanezért a célért aktívan diplomáciai, politikai és jogi eszközökkel. 
2014-ben az UNESCO a vita rendezése céljából felajánlotta, hogy közvetítői szerepet játszana Görögország és az Egyesült Királyság között, de ezt később a British Múzeum elutasította.